# Top Star U-back
Top Star U-back  (tiếng Hàn: 톱스타 유백이; Romaja: Topseuta Yoobaeki; còn được biết đến với tên tiếng Anh khác: Top Star Yoo Baek) là một bộ phim truyền hình Hàn Quốc năm 2018 với sự tham gia của Kim Ji-seok, Jeon So-min và Lee Sang-yeob. Phim được phát sóng mỗi tuần một lần vào thứ Sáu từ ngày 16 tháng 11 năm 2018 đến ngày 25 tháng 1 năm 2019 lúc 23:00 (KST) trên tvN.

## Nội dung chính
Câu chuyện về một cựu thần tượng và diễn viên hạng A, là một người quá chú ý đến bản thân, bị trục xuất đến một hòn đảo xa xôi sau khi gây ra một số rắc rối lớn. Trong khi vật lộn để thích nghi với môi trường xung quanh mới, anh ta cuối cùng bắt đầu một mối tình lãng mạn với một người dân trên đảo có rất ít điểm chung. Bộ phim là một cuộc chữa lành về cuộc sống kỳ lạ của một làng chài và những cư dân ấm áp ở đó, cũng như một bộ phim hài lãng mạn giữa người ngôi sao hàng đầu và một cô gái trên đảo bí ẩn, quyến rũ.

## Diễn viên

### Diễn viên chính
| Diễn viên                                             | Vai diễn     | Giới thiệu | Tham khảo    |
| ----------------------------------------------------- | ------------ | --- | ------------ |
| Kim Ji-seok (Ji Min-hyuk trong vai Yoo Baek thời trẻ) | Yoo Baek     | Là một người quá chú ý đến bản thân, một cựu thần tượng và diễn viên hạng A. Bề ngoài là người tự cao tự đại, làm việc gì cũng theo ý mình nhưng bên trong lại là một người ấm áp. Sau khi gây ra một số rắc rối lớn, Yoo Baek buộc phải ẩn mình trong một thời gian. Và cuối cùng anh ấy rời Seoul để tạm trú trên một hòn đảo xa xôi. | [ 7 ]        |
| Jeon So-min                                           | Oh Kang-soon | Là cư dân gốc của hòn đảo hoang tĩnh lặng, khi cô được hai tuổi thì bị cha mẹ bỏ rơi trên đảo. Cô sông với bà của mình và không bao giờ nghĩ đến việc rời đi. Kang-soon là một người không phức tạp, cứng rắn, không thể đoán trước nhưng luôn tươi sáng và lạc quan. Cô ấy chăm chỉ và không quan tâm đến bất cứ điều gì ngoài việc học, công việc thợ lặn hay siêu thị mà cô ấy điều hành. Vì vậy cô thậm chí không biết gì về điện thoại di động. | [ 8 ]        |
| Lee Sang-yeob                                         | Choi Ma-dol  | Một thủy thủ và ngôi sao hàng đầu của Đảo Yeojeuk, người đã trở về quê hương đầy vinh quang trên một con tàu đánh cá biển sâu. Choi Ma-dol là đội trưởng trẻ tuổi nhất đã tạo nên huyền thoại trong thế giới đội trưởng, không chỉ là một người tích cực và thân thiện, dễ chịu mà còn sở hữu một sự kiên trì và lôi cuốn độc đáo. Anh là một người bạn tốt của Kang-soon từ nhỏ, thực sự yêu và ngưỡng mộ cô.                                       | [ 9 ] [ 10 ] |

### Diễn viên phụ

#### Dân làng Đảo Yeojeodo
| Diễn viên      | Vai diễn          | Giới thiệu                                                                                   |
| -------------- | ----------------- | -------------------------------------------------------------------------------------------- |
| Ye Soo-jung    |                   | Bà của Kang-soon                                                                             |
| Lee Han-wi     | Choi Han-bong     | Cha của Choi Ma-dol                                                                          |
| Kim Hyun       | Yang Bang-sil     | Mẹ của Choi Ma-dol                                                                           |
| Huh Jin        | Jang Heung-deuk   | Tên thật là Kim Soo-jin                                                                      |
| Song Byung-suk | Goon San-deuk     | Tên thật là Lee Geum-ja                                                                      |
| Jung Eun-pyo   | Kim Gook-seop     | Cha của Dong-choon                                                                           |
| Jung Yi-rang   | Lee Hyang-gi      | Mẹ của Dong-choon                                                                            |
| Yoo Joo-won    | Park Dong-man     | Em trai của Dong-chun                                                                        |
| Kim Jung-min   | Kang Min          | Giáo viên của đảo, trường Quốc gia Yeojeok (tiểu học) và là giáo viên chủ nhiệm của Dong-man |
| Lee Ah-hyun    | Ah Seo-ra/ Ashura | Bác sĩ duy nhất của hòn đảo, làm việc tại trung tâm y tế công cộng và phải lòng Kang Min     |
| Jung Ji-yoon   | Cha-e             |                                                                                              |
| Jeon Jeong-il  | Mystery Hull-Man  |                                                                                              |

#### Gia đình, công ty của Yoo-baek
| Diễn viên    | Vai diễn        | Giới thiệu                                                 |
| ------------ | --------------- | ---------------------------------------------------------- |
| Jo Hee-bong  | Seo-il          | Giám đốc điều hành công ty quản lý của Yoo Baek            |
| Huh Jung-min | Nam Jo          | Bạn của Yoo-baek, thành viên Sirius, là ca sĩ và diễn viên |
| Kim Min-suk  | Park Dong-choon | Quản lý của Yoo Baek                                       |
| Yoon Bok-in  | Mẹ của Yoo Baek |                                                            |

#### Diễn viên khác
- Kwon Hyuk vai Min-hyeok
- Lim Do-yoon vai Arang, nữ chính trong phim truyền hình Mr. Dae-gun
- Kim Ik-tae vai đội trưởng
- Song Jin-woo vai phóng viên bulldog
- Kim Dong Hyun
- Lee Se-young vai Sunny (lồng tiếng)
- Yoon Joo-hee SinB vai Young Hee-Won
- Lee Seon-jae vai bạn của Madol
- Yoon Yeo-hoon vai bạn của Madol
- Kim Nu-rim vai bạn của Madol
- Park Seong-hoon vai bạn của Madol

### Xuất hiện đặc biệt
- Baek Il-seob vai chính mình (tập 1)
- Han Suk-joon vai người dẫn chương trình lễ trao giải (tập 1)
- Kang Hong-seok vai cảnh sát truy bắt Yoo Baek từ chối kiểm tra nồng độ cồn.
- Hong Yun-hwa vai người phụ nữ bị thẩm vấn tại đồn cảnh sát. Và trong quá trình thẩm vấn, cô ấy đã tình cờ gặp được người cô hâm mộ là siêu sao hàng đầu Yoo Baek (tập 1)
- Im Soo-hyang vai chính mình – sao nữ (tập 3)
- Yoo In-na vai DJ dẫn chương trình radio (tập 5, chỉ thoại)
- Nam Bo-ra vai Noh Hae-won, bạn cùng lớp cấp hai của Kang Soon. Hiện tại là bác sĩ tại bệnh viện Jiangyi, điều trị cho bà Kang Soon. Đồng thời, mối tình đầu của cô là Choi Ma-dol. (Tập 7 và 11)
- Jeon Young-rok vai chính mình
- Yang Se-chan vai tài xế taxi (tập 11)

## Sản xuất
Buổi đọc kịch bản đầu tiên của bộ phim được tổ chức vào ngày 5 tháng 9 năm 2018 với sự tham dự của dàn diễn viên và ê-kíp.

## Nhạc phim

### Phần 1
| Phát hành vào ngày 21 tháng 12 năm 2018 | Phát hành vào ngày 21 tháng 12 năm 2018       | Phát hành vào ngày 21 tháng 12 năm 2018 | Phát hành vào ngày 21 tháng 12 năm 2018 | Phát hành vào ngày 21 tháng 12 năm 2018 | Phát hành vào ngày 21 tháng 12 năm 2018 |
| STT                                     | Nhan đề                                       | Phổ lời                                 | Phổ nhạc                                | Nghệ sĩ                                 | Thời lượng                              |
| --------------------------------------- | --------------------------------------------- | --------------------------------------- | --------------------------------------- | --------------------------------------- | --------------------------------------- |
| 1.                                      | "Everything At That Moment" (모든 것 그 순간) | Dong Woo-seok                           | Dong Woo-seok                           | Dong Woo-seok                           | 3:22                                    |
| 2.                                      | "Everything At That Moment" (Inst.)           |                                         | Dong Woo-seok                           |                                         | 3:22                                    |
| Tổng thời lượng:                        | Tổng thời lượng:                              | Tổng thời lượng:                        | Tổng thời lượng:                        | Tổng thời lượng:                        | 6:44                                    |

### Phần 2
| Phát hành vào ngày 28 tháng 12 năm 2018 | Phát hành vào ngày 28 tháng 12 năm 2018 | Phát hành vào ngày 28 tháng 12 năm 2018 | Phát hành vào ngày 28 tháng 12 năm 2018 | Phát hành vào ngày 28 tháng 12 năm 2018 | Phát hành vào ngày 28 tháng 12 năm 2018 |
| STT                                     | Nhan đề                                 | Phổ lời                                 | Phổ nhạc                                | Nghệ sĩ                                 | Thời lượng                              |
| --------------------------------------- | --------------------------------------- | --------------------------------------- | --------------------------------------- | --------------------------------------- | --------------------------------------- |
| 1.                                      | "Dawn" (새벽)                           | December 32nd                           | Taebongie                               | Ryu Ji-hyun                             | 3:41                                    |
| 2.                                      | "Dawn" (Inst.)                          |                                         | Taebongie                               |                                         | 3:41                                    |
| Tổng thời lượng:                        | Tổng thời lượng:                        | Tổng thời lượng:                        | Tổng thời lượng:                        | Tổng thời lượng:                        | 7:22                                    |

### Phần 3
| Phát hành vào ngày 11 tháng 1 năm 2019 | Phát hành vào ngày 11 tháng 1 năm 2019 | Phát hành vào ngày 11 tháng 1 năm 2019 | Phát hành vào ngày 11 tháng 1 năm 2019 | Phát hành vào ngày 11 tháng 1 năm 2019 | Phát hành vào ngày 11 tháng 1 năm 2019 |
| STT                                    | Nhan đề                                | Phổ lời                                | Phổ nhạc                               | Nghệ sĩ                                | Thời lượng                             |
| -------------------------------------- | -------------------------------------- | -------------------------------------- | -------------------------------------- | -------------------------------------- | -------------------------------------- |
| 1.                                     | "Dream"                                | Dong Woo-seok                          | Dong Woo-seok                          | Park Jae-jung                          | 3:48                                   |
| 2.                                     | "Dream" (Inst.)                        |                                        | Dong Woo-seok                          |                                        | 3:48                                   |
| Tổng thời lượng:                       | Tổng thời lượng:                       | Tổng thời lượng:                       | Tổng thời lượng:                       | Tổng thời lượng:                       | 7:36                                   |

## Đón nhận

### Lượng người xem
| Mùa | Mùa | Số tập | Số tập | Số tập | Số tập | Số tập | Số tập | Số tập | Số tập | Số tập | Số tập | Số tập | Trung bình |
| Mùa | Mùa | 1      | 2      | 3      | 4      | 5      | 6      | 7      | 8      | 9      | 10     | 11     | Trung bình |
| --- | --- | ------ | ------ | ------ | ------ | ------ | ------ | ------ | ------ | ------ | ------ | ------ | ---------- |
|     | 1   | 570    | 603    | 630    | 592    | 528    | 484    | 472    | 449    | 442    | 486    | 760    | 547        |

| 1 | 16 tháng 11, 2018 | 2,829% (2nd) | 3.372% (2nd) |
| 2 | 23 tháng 11, 2018 | 2,806% (2nd) | 2,733% (2nd) |
| 3 | 30 tháng 11, 2018 | 3.094% (2nd) | 3,196% (2nd) |
| 4 | 7 tháng 12, 2018  | 2,846% (3rd) | 3,067% (3rd) |
| 5 | 14 tháng 12, 2018 | 2,230% (5th) | 2,067% (5th) |
| 6 | 21 tháng 12, 2018 | 2,367% (3rd) | 2.160% (4th) |
| 7 | 28 tháng 12, 2018 | 2,038% (3rd) | 2.053% (2nd) |
| 8 | 4 tháng 1, 2019   | 2,043% (3rd) | 2,072% (4th) |
| 9 | 11 tháng 1, 2019  | 1.941% (4th) | 2,195% (4th) |
| 10 | 18 tháng 1, 2019  | 2,048% (3rd) | 2,328% (3rd) |
| 11 | 25 tháng 1, 2019  | 2,891% (3rd) | 3,010% (4th) |
| Trung bình | Trung bình        | 2.467%       | 2.568%       |
| - Trong bảng trên, số màu xanh chỉ tỷ lệ người xem thấp nhất và số màu đỏ chỉ tỷ lệ người xem cao nhất. - Bộ phim này được phát sóng trên kênh truyền hình cáp/truyền hình trả phí thường có lượng khán giả tương đối ít hơn so với các đài truyền hình công cộng/truyền hình miễn phí (KBS, SBS, MBC và EBS). |                   |              |              |